# Metil metacrilato
Metil metacrilato,metacrilato de metila ou 2-metilpropenoato de metila, é um composto orgânico, o éster metílico do ácido 2-metilpropenóico, ou ácido metacrílico (MAA, do inglês methacrylic acid), com a fórmula CH2=C(CH3)COOCH3. Este líquido incolor é o monômero produzido em larga escala para produção do acrílico, o poli(metil metacrilato (PMMA).

## Produção
O composto é fabricado por diversos métodos, o principal sendo a rota pela acetona cianidrina (ACH, do inglês acetone cyanohydrin), usando acetona e cianeto de hidrogênio como matérias primas. A cianidrina intermediária ´convertida com ácido sulfúrico a um éster sulfato da metacrilamida, metanólise da qual resulta bissulfato de amônio e MMA. Embora largamente usada, a rota pela ACH coproduz substanciais quantidades de sulfato de amônio. Alguns fabricantes iniciam com um isobutileno ou, equivalentemente, tert-butanol, o qual é sequencialmente oxidado primeiro a metacroleína e então a ácido metacrícilco, o qual é então esterificado com metanol. Propeno pode ser carbonilado na presença de ácidos a ácido isobutírico, o qual passa subsequentemente deidrogenação.